# Papegøjedue
- Wikispecies har taksonomi med forbindelse til  Papegøjedue

Papegøjedue (latin: Treron calvus) er en dueart, der lever i Afrika.